# Nedajwoda
Nedajwoda (ukrainisch Недайвода; russisch Недайвода Nedaiwoda) ist ein Dorf im Westen der ukrainischen Oblast Dnipropetrowsk im Rajon Krywyj Rih mit 1171 Einwohnern.
Das 1782 gegründete Dorf hieß bis 1860 Nadeschdiwka (Надеждівка), hat eine Fläche von 3,083 km² und liegt im Nordwesten des Rajon Krywyj Rih am linken Ufer des Inhulez 37 km nordwestlich des Stadtzentrums der Rajonshauptstadt Krywyj Rih.
Am 12. Juni 2020 wurde das Dorf zum Zentrum der neugegründeten Landgemeinde Hlejuwatka, bis dahin bildete es zusammen mit den Dörfern Sorja (ukrainisch Зоря) und Ternuwatka (ukrainisch Тернуватка) die gleichnamige Landratsgemeinde Nedajwoda (Недайводська сільська рада/Nedajwodska silska rada) im Norden des Rajons Krywyj Rih.